# Polybia parvulina
Polybia parvulina är en getingart som beskrevs av Richards 1970. Polybia parvulina ingår i släktet Polybia och familjen getingar. Inga underarter finns listade i Catalogue of Life.